# メロヴィクス

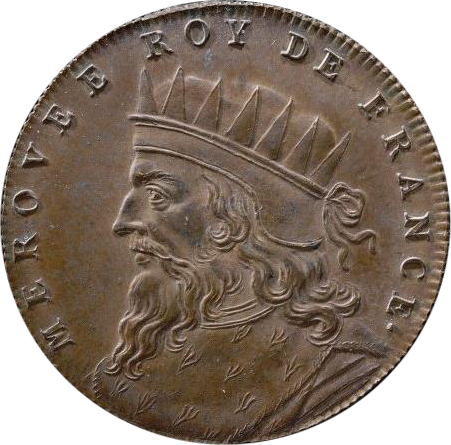
1720年につくられたブロンズ・メダルに刻まれたメロヴィクス像。フランス国立図書館所蔵

メロヴィクス（メロヴィウス、Merovech / Meroveus / Meroviusなどと綴られる）は、フランク王国のメロヴィング家の始祖とされる、半ば伝説的な人物。

## 生涯
5世紀中頃にフランク人のサリ族を率いた王で、451年のカタラウヌムの戦いでアエティウスの率いる西ローマ帝国軍に従い、フン族を破った。457年頃に死に、息子のキルデリック（フランク王国の初代国王となるクローヴィス1世の父）が後を継いだとされる。
具体的に知られるのは以上だけで、後にメロヴィング家の始祖（メロヴィングの語源）とされ、海神の子孫とする伝説（『フレデガリウス年代記』）などが流布した。またサリ＝フランク族の王としては同時期にクロディオが活躍しており、メロヴィクスはクロディオの家系から出たとトゥールのグレゴリウスは『フランク史』に書いているが、確実な情報はない。